# David Adams (ballerino)
David Adams (Winnipeg, 16 novembre 1928 – Stony Plain, Alberta, 24 ottobre 2007) è stato un ballerino canadese, membro fondatore del National Ballet of Canada.

## Primi anni
Dopo la sua formazione con Gweneth Lloyd al Royal Winnipeg Ballet, David iniziò la sua carriera da artista con il Metropolitan Ballet in Inghilterra. Qui conobbe Celia Franca, che diventerà la direttrice artistica fondatrice del National Ballet of Canada. Condivise anche il palcoscenico con Eric Bruhn, Sonia Arova e John Taras, eseguendo Design With Strings, Dances from Galanta e altre opere in un tour della Scandinavia.

## Carriera
Tornò in Canada nel 1949 e dopo una breve diversione nel teatro musicale a Vancouver e in California, si trasferì a Toronto per unirsi a Celia Franca durante gli anni formativi del Canada National Ballet. Divenne primo ballerino maschile principale della compagnia nel 1951 e rimase con la compagnia fino al 1963. Usò la sua conoscenza della danza classica e della scenografia per far crescere un pubblico per la compagnia e presentò la prima ballerina principale del Canada, sua moglie Lois Smith, una brillante cineasta amatoriale: i suoi video "in-camera" degli anni '50 sono una parte significativa del doppio set di DVD del Celia Franca Tour De Force. Adams ebbe anche un ruolo nella nascita della televisione nel suo paese d'origine, dirigendo ed esibendosi in produzioni settimanali per la nascente Canadian Broadcasting Corporation (CBC).

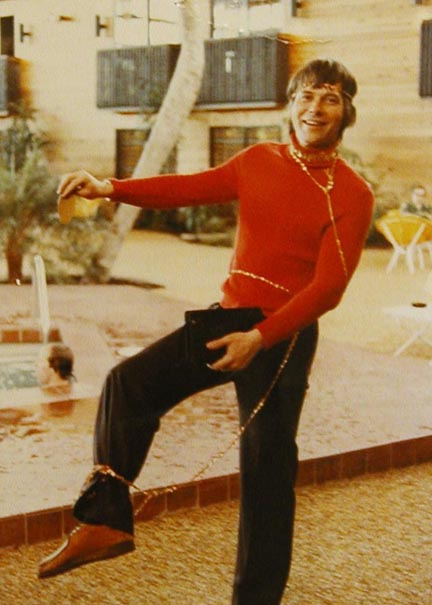
Illustrazione pratica di una lezione all'Alberta Ballet

Nel 1961 David si trasferì in Inghilterra, ballando con il London Festival Ballet (1961-69) e il Royal Ballet (1970-1976). Durante il suo periodo presso il Festival Ballet divenne noto in Europa come "Peer Gynt" per la familiarità del pubblico di balletto con la sua apparizione in quel ruolo. Ballò con Margot Fonteyn, Galina Samsova, Toni Lander, Lynn Seymour, Svetlana Berëzova ed altre, durante una lunga e considerevole carriera che lo portò in Medio Oriente, Sud America e Giappone.
I contributi di David a "l'arte" comprendono una raccolta di coreografie. Due dei suoi lavori, Suite in G e Walpurgisnacht, entrarono a far parte del repertorio del Festival Ballet. Pas de deux Romantique (1961), Barbara Allen (1961), Pas de Six (1960), The Littlest One (1959), Pas de Chance (1956), Ballet Behind Us (1952) e Masquerade pas de deux (1951) sono parte dei suoi contributi al National Ballet of Canada.
Nel 1977 David si trasferì a Edmonton, Alberta, dove rivolse il suo talento alla coreografia ed all'insegnamento, oltre ad occasionali esibizioni. Entrò all'Alberta Ballet Company sotto Brydon Paige, alternando ruoli di coreografo, maestro di ballo, direttore tecnico e ballerino principale. Nel 1980 David svolse un ruolo chiave nella creazione di entrambi i programmi di danza e di teatro al Grant MacEwan College. La sua versione del Don Chisciotte del 1994 è unica nella sua presentazione della prospettiva di Don Chisciotte, mettendo in parallelo uno psicodramma alla storia della danza.
Adams lavorò anche per proteggere la coreografia canadese. Nel 1983 lavorò con Lawrence Adams e Miriam Adams, suo fratello e sua cognata, per rimaneggiare e archiviare Red Ears of Corn di Boris Volkoff.
Nel 1966 Adams vinse la medaglia d'oro del Festival de la Opera a Madrid per la sua interpretazione in Giselle.
Adams si ritirò dall'insegnamento attivo nel 1998 e iniziò a lavorare su una serie di memorie storiche, artistiche e tecniche.

## Onorificenze

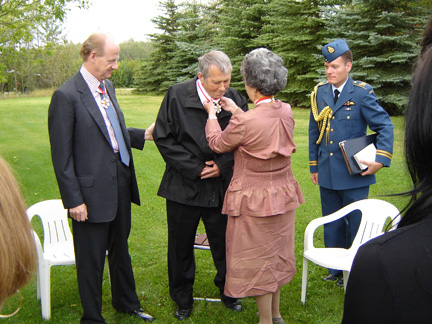
Adrienne Clarkson investe David Adams dell'Ordine del Canada